# Rose Ayling-Ellis
Rose Ayling-Ellis, född den 17 november 1994 i Shepway, Kent, är en brittisk skådespelerska.
Rose Ayling-Ellis föddes döv. Hon har medverkat i ett flertal teateruppsättningar, och blivit nominerad till en Laurence Olivier Award för bästa biroll i uppsättningen av As You Like It. Hon har medverkar i EastEnders där hon spelade den döva kvinnan Frankie Lewis. I TV-serien Reunion spelade hon Miri, en av huvudrollerna. I TV-serien Ögonvittnet spelade hon Alison Brooks, även det en av huvudrollerna. Hon har medverkat i brittiska versionen av Let's Dance och Vem tror du att du är?. Hon har arbetat mycket för att stötta dövsamhället och blev 2024 tilldelad Member of the Order of the British Empire (MBE).

## Filmografi (i urval)
- 2020–2022 – Eastenders (TV-serie)
- 2025 – Reunion (TV-serie)
- 2025 – Ögonvittnet (TV-serie)